# Apodotrocha progenerans
Apodotrocha progenerans är en ringmaskart som beskrevs av Westheide och Riser 1983. Apodotrocha progenerans ingår i släktet Apodotrocha och familjen Dorvilleidae. Inga underarter finns listade i Catalogue of Life.